# Сьредський повіт (Нижньосілезьке воєводство)
Сьредзький повіт (пол. powiat średzki) — один з 26 земських повітів Нижньосілезького воєводства Польщі.
Утворений 1 січня 1999 року в результаті адміністративної реформи.

## Географія
Річки: Шредська Вода.

## Загальні дані
Повіт знаходиться у центральній частині воєводства.
Адміністративний центр — місто Сьрода-Шльонська.
Станом на 1.01.2008 населення становить 49 540 осіб, площа 704,14 км².
На терени повіту були депортовані 650 українців з українських етнічних територій у 1947 році (т. з. акція «Вісла»).

## Демографія
Демографічні дані повіту станом на 30.06.2005:
|       | Всього | Всього | Жінки  | Жінки | Чоловіки | Чоловіки |
| ----- | ------ | ------ | ------ | ----- | -------- | -------- |
|       | осіб   | %      | осіб   | %     | осіб     | %        |
| Повіт | 49 153 | 100    | 24 941 | 50,7  | 24 212   | 49,3     |
| Міста | 8759   | 100    | 4585   | 52,3  | 4174     | 47,7     |
| Села  | 40 394 | 100    | 20 356 | 50,4  | 20 038   | 49,6     |